# Edgardo Roque
Edgardo Roque (Obando, 11 febbraio 1938) è un ex cestista filippino.

## Carriera
Con le Filippine ha disputato i Giochi olimpici di Roma 1960 e i Campionati asiatici del 1967.